# 韦尔塔赫
韦尔塔赫（德語：Wertach，發音：[ˈveːɐ̯tax]）是德国巴伐利亚州施瓦本行政区上阿尔高县的市镇，面积45.65平方千米，人口为人。